# Литвиново (посёлок, Владимирская область)
Литвиново — посёлок в Кольчугинском районе Владимирской области России, входит в состав городского поселения Кольчугино.
Постоянное население посёлка 150 человек, хозяйств 54 по местным данным, а по переписи 118 чел. (2010 год).

## География
Посёлок расположен на берегу Кольчугинского водохранилища, между реками Пекша и Межонка.
На территории посёлка находится СНТ Строитель. В 3 км на восток — райцентр, город Кольчугино.
Ближайшие населенные пункты: деревни Литвиново и Дмитриевский Погост — граничат с посёлком, около 1 км — деревни Литвиновские Хутора, Зайково.

## История
С 2005 года — в составе городского поселения Кольчугино.

## Население
| 2002 | 2010 | 2021 |
| ---- | ---- | ---- |
| 130  | ↘118 | ↘100 |

Всероссийская перепись населения 2010 года показала численность населения посёлка Литвиново 118 чел., из них 52 муж. и 66 женщин (44,1 и 55,9 % соответственно).

## Инфраструктура
Действует почтовое отделение, библиотека, школа.

## Транспорт
По территории посёлка проходит автотрасса 17к-10 Киржач — Юрьев-Польский, железная дорога.
Автобусное сообщение.